# Mari (deessa)
Mari (o Maddi a Iparralde) és el numen principal de la mitologia basca precristiana. És una divinitat de caràcter femení que habita en tots els cims de les muntanyes basques, rebent un nom per cada muntanya (a més d'estar relacionada i de vegades confosa amb Amalur). La més important dels seus estatges és la cova de la cara est de l'Amboto, a la qual es coneix com a «Cova de Mari» («Mariren Koba» o «Mariurrika Kobea»), que atribueix a Mari el nom de «Mari d'Amboto» o «Dama d'Amboto» («Anbotoko Dama»).
També existeix en la mitologia aragonesa sota el nom de Mariuena.

## Descripció
Mari, personificació de la mare terra, és reina de la naturalesa i de tots els elements que la componen. Generalment es presenta amb cos i rostre de dona, elegantment vestida (generalment de verd), i també pot aparèixer en forma híbrida d'arbre i de dona amb potes de cabra i urpes d'au rapaç, o com una dona de foc, un arc de Sant Martí inflamat o un cavall que arrossega els núvols. En la seva forma de dona apareix amb abundant cabellera rossa que pentina, al sol, amb una pinta d'or.
El seu consort és Maju o Sugaar, els seus assistents les sorguines, i té dos fills: Mikelats (o Mikelatz, el fill pervers) i Atarrabi (o Atagorri, el fill bondadós), que estan sempre enfrontats, una representació paleocristiana del ben i del mal (Bat-arra-bi és la versió suggerida per Jorge Oteiza, en El libro blanco del preindoeuropeo, per solucionar el sonema que falta en l'etimologia que proposa).
Habita en coves en diverses muntanyes, encara que el seu estatge principal se situa en la cova situada en la impressionant paret vertical est de l'Amboto, just sota el cim. En aquestes coves rep als seus fidels, els quals han de guardar un estricte protocol:
- Se l'ha de tutejar (parlant-li en hika).
- Cal sortir de la cova de la mateixa forma que es va entrar.
- No pot asseure's mai, fins i tot rebent la invitació de fer-ho, mentre es parla amb ella.

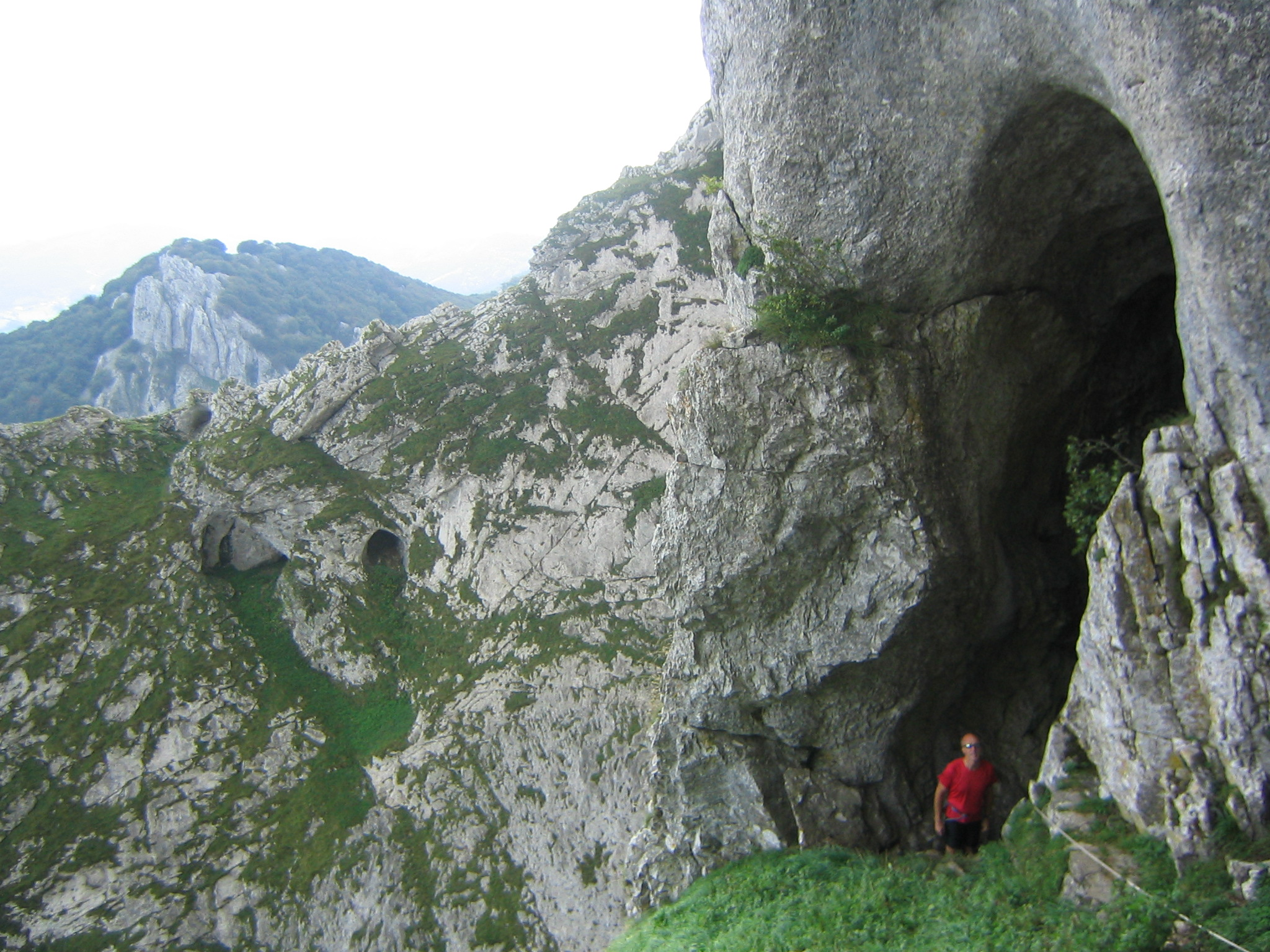
Entrada de Mariurrika Kobea, a Amboto, morada principal de Mari.

Mari és la senyora de la terra i els meteors. Té el domini de les forces del clima i de l'interior de la terra. Entre les seves missions està el castigar la mentida, el robatori i l'orgull. D'ella venen els béns de la terra i l'aigua dels déus.
Amb els homes es comporta de forma tirànica, o tot el contrari, els arriba a enamorar mostrant-se com una dona dòcil i treballadora, però sempre amb fi d'impartir justícia per mitjà de la regla del no: si esmentes, negant que posseeixes alguna cosa que sí que és teva, Mari te la lleva. Així, efectivament, ja no ho tens, i es produeix la justícia. Presagia les tempestes i determina el clima. A més la hi coneix per la seva capacitat per volar. Quan està en el seu estatge d'Amboto, el cim està entre núvols; això és la manifestació de la seva presència.
Encara que totes aquestes llegendes en què es basa la tradició de Mari són posteriors al cristianisme, Mari s'assembla més a Gea, ja que viu en les coves, i a totes les deesses de la fertilitat i de l'amor, pel mateix motiu, i perquè proporciona fruits i regals.
No obstant això no tots els investigadors estan d'acord amb aquesta identificació. Per a l'antropòloga Anuntzi Arana, Mari té més similituds amb els déus suprems celestes Zeus o Júpiter, ja que, igual que aquests, governa els fenòmens meteorològics i imparteix justícia.

## Llegendes
Mari es beu la vida dels homes i els fa infeliços. Tanmateix, en la tradició aragonesa Mari és un ésser benèfic que ajuda als humans.
Són moltes les llegendes, tantes com a pobles, que existeixen sobre Mari. En cada lloc existeix una història, una llegenda, que parla del seu origen (en molts casos amb elements posteriors al cristianisme, com el dimoni, el bateig, etc.).

### El clima segons la cova on habiti

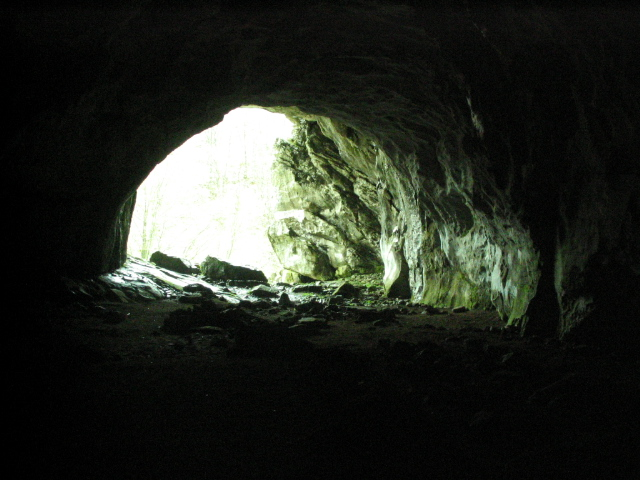
Cova de Supelegor al massís d'Itxina, Gorbeia (Orozko, Biscaia).

Encara que el seu estatge principal està a Amboto, els cims de l'Oiz i de l'Aketegi (és coneguda també com la «Dama d'Aketegi» o «Aketegiko Dama») són també d'importància per a ella, juntament amb altres com el Murumendi o el Txindoki. Diuen que cada set anys canvia d'estatge, i en aquest canvi se la pot veure solcar els cels en un carro de foc; depenent del cim que habiti, així serà el temps que faci, plujós o sec. Una altra característica és la seva llarga cabellera rossa i el costum de pentinar-la al sol amb una pinta d'or a l'entrada de la seva cova.
Una de les llegendes més importants és la que ens explica per què Mari habita i és vista a totes les muntanyes basques. Mari és l'encarregada de portar el bon i el mal temps d'un costat a un altre al País Basc, i es diu que quan Mari està a Amboto plou, quan està a Aloña hi ha sequera i quan està a la cova de Supelegor (massís d'Itxina en el Gorbeia, a Orozko) les collites són abundants.

### La semblança a la muntanya
La seva presència es fa fins i tot visible pel qual observa l'efecte del perfil de les muntanyes, que s'assembla a una dama tombada: el nas de la dama (l'Alluitz), el coll (l'anomenat pas del diable o pont de l'infern, Infernuko zubia) i els peus (l'Amboto).

### El compromís amb el diable
Diferents llegendes expliquen l'origen de Mari; la més coneguda diu que en una família sense descendència on la dona desitjava com fos tenir un fill, malgrat que als vint anys se l'hagués de portar el diable, i per fi va quedar embarassada d'una nena bonica. Dies abans que la noia complís els vint anys la seva mare la va tancar en una caixa de cristall i la va vigilar dia i nit, esforç inútil, ja que el mateix dia del seu aniversari el diable, trencant la caixa, se la va endur al cim de l'Amboto, on habita des de llavors.
Una altra de les llegendes sobre la procedència de Mari, de la qual existeixen diferents versions, explica que una mare i una filla vivien juntes. Un dia la mare, enfadada, va maleir a la noia dient-li: «Tant de bo se t'emporti el diable». En dir això va aparèixer el mateix diable i se la va endur, i la va deixar vagant per les muntanyes de la zona per sempre.
En altres versions d'aquesta llegenda la maledicció de la mare és diferent: "Tant de bo volis per l'aire tants anys com grans té una faneca de mongetes vermelles".

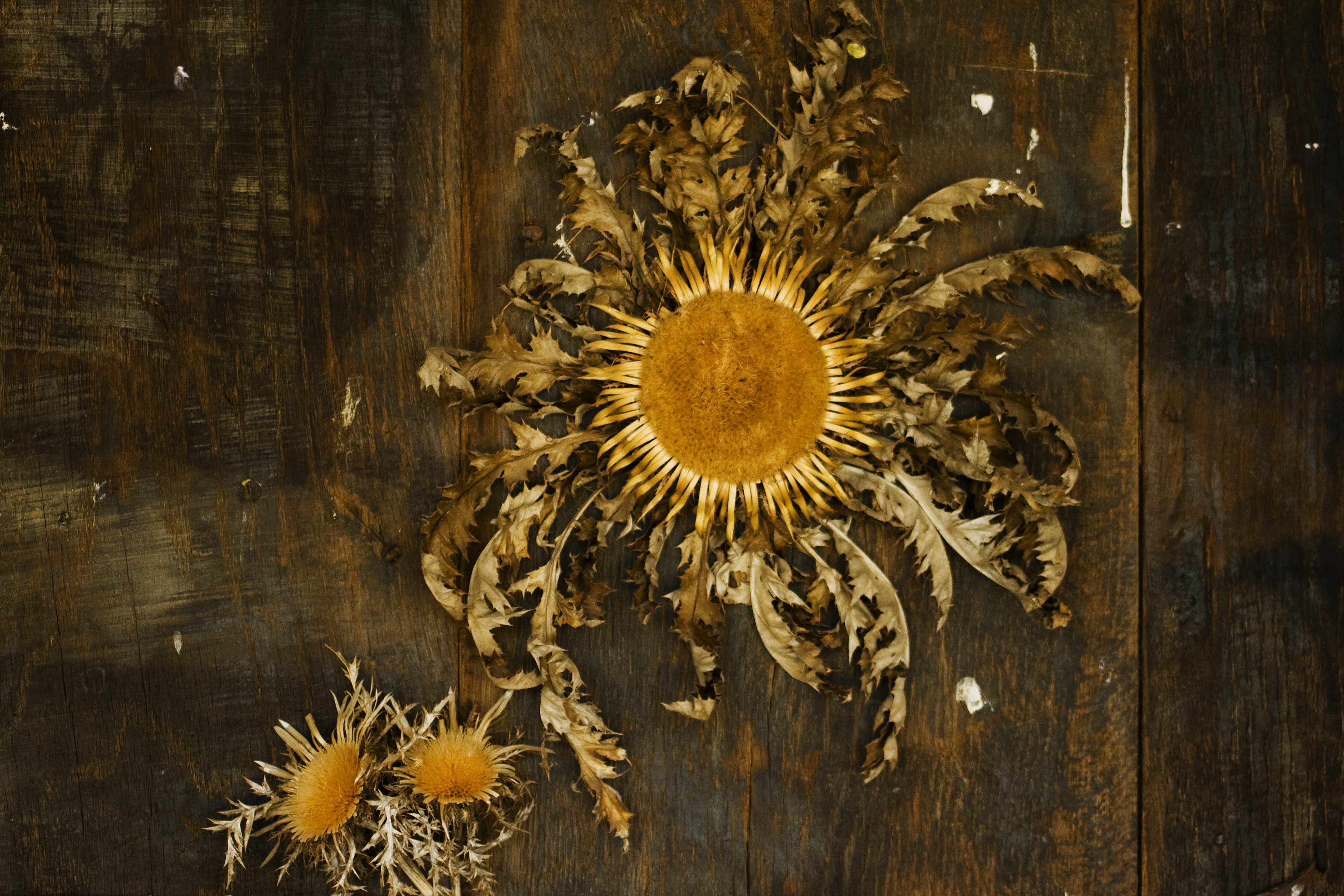
Eguzkilore a la porta d'un caseriu al País Basc.

### Eguzkilore
Gaueko ("de la nit"), el déu de les tenebres, es deia que menjava pastors i ovelles, i per això se'l temia. Per la por que inspirava als que hi vivien, els humans van demanar Mari que els ajudés. Ella els va beneir amb la llum de la seva primera filla, Ilargi (la lluna), però la seva llum era insuficient i els humans van demanar de nou ajuda a Mari, aquesta vegada la Deessa els va beneir amb la seva segona filla, Eguzki (el sol). Però la nit continuava sent perillosa, i Mari va beneir amb la seva protecció qualsevol estatge que tingués un Eguzkilore ("flor sol", Carlina acaulis, flor semblant al card molt abundant al País Basc) a l'entrada, si algun esperit maligne pretenia entrar a la casa i trobava una Eguzkilore, havia de parar-se per comptar els nombrosíssims pèls o bràctees de la inflorescència i el dia el sorprenia sense haver acabat la seva tasca.

### La mala dona
Existeix encara una altra llegenda d'Ataun, amb les seves corresponents variants, que refereix l'origen de Mari d'una altra manera. Segons aquesta llegenda, hi havia una dona molt dolenta, casada amb un bon cristià i mare de cinc fills, que vivia en un caseriu de Beasain (Guipúscoa). Com no volia que els nens fossin batejats, el pare els va pujar a un carro, va lligar-ne a la mare, i es van encaminar cap a l'església a la recerca de baptisme per als petits. Però pel camí la dona es va embolicar en flames, va cremar les lligadures que la lligaven al carro, i, volant per l'aire, va cridar: «Els meus fills per al cel i jo ara per Muru». I cap al Murumendi es va dirigir, on hi està des de llavors. Sovint ha estat vista prop d'un avenc existent en aquella muntanya, asseguda al sol, pentinant-se el seu cabellera rossa amb una pinta d'or. Una llegenda de característiques similars és coneguda a Arano.

### Emparentada amb els Senyors de Biscaia
Sovint s'ha associat la «Dama» amb personatges de la història de Biscaia, creant una simbiosi entre mitologia i història, donant lloc a llegendes amb diverses versions:
Una de les llegendes explica com Donya Urraca, filla del rei de Navarra, es va casar amb Pedro Ruiz, senyor de la casa de Muntsaratz de Abadiño. El fill gran, Ibon, era el destinat per ser l'hereu i odiat per la seva germana petita, Mariurrika. Un dia en què es trobaven a la muntanya Amboto, havent dinat, mentre el germà dormia, moguda per l'odi i l'enveja, va llançar al seu germà, amb l'ajuda d'una criada, per les parets verticals de la muntanya. Al seu retorn va dir que el seu germà s'hi havia despenyat. Assetjada per la consciència, una nit es van presentar a Muntsaratz els ximelgorris o genis diabòlics. Des de llavors ha desaparegut i es diu que habita en les coves de l'Amboto.
També se la vincula amb el primer senyor històric del territori de Biscaia, Diego López I d'Haro, al que se suposa casada. En casar-se li va fer prometre que mai se senyaria a l'interior de la casa, però un dia aquest va incomplir la seva promesa i Mari, immediatament, va sortir de la casa volant amb la seva filla. Aquesta llegenda podria fer referència als pactes aconseguits per mantenir Biscaia dins Castella i a la traïció que els senyors de Biscaia van cometre cristianitzant el país (i trencant el pacte amb Mari). Aquesta llegenda és similar a la qual narra una altra història, la maledicció de Melusina. A causa d'una maledicció de la seva mare, Melusina està obligada a convertir-se en meitat serp les nits dels dissabtes, cosa que va ocultar al seu marit fins que aquest la va descobrir, la qual cosa va provocar que aquesta fugís volant.

## Pervivència de Mari
La cristianització tardabaque apuntava el Pare Joxemiel Barandiaran en la seva obra "El hombre primitivo en el País Vasco", sobretot en aquelles parts allunyades de les vies d'accés romanes, va poder ser la causa de la pervivència de la primitiva religió basca fins a estadis molt tardans en comparació de la resta d'Europa. A causa d'això no seria d'estranyar que l'arquetip de la Deessa Mari hagi sobreviscut fins a l'actualitat, encara que fora en molts casos demonitzada per part de l'Església.

## Etimologia
Hi ha dues teories. Una suggereix que és una adaptació del nom cristià de Maria, encara que evidentment aplicat a un personatge essencialment diferent i més antic. Resulta més versemblant associar l'origen del nom a la mateixa llengua basca. Dins d'aquesta segona teoria es consideren dues possibilitats: que el nom procedeixi de l'eliminació de la primera vocal d'una paraula, sent possiblement el seu origen Amari (Ama + ari), és a dir l'ofici de ser mare, o bé Emari (Eman + ari): do, regal; la segona possibilitat associa l'origen del nom amb els Mairu (genis que habiten a les muntanyes i amants de les làmies) o Maidi (ànimes dels avantpassats). A més cal afegir que a certes zones se la denomina *Maddi.

## L'estatge d'Amboto
Dels molts estatges que Mari té per les muntanyes d'Euskal Herria la principal es troba a l'Amboto. L'anomenada Mariurrika kobea o Mariren kobia es troba a 1200 m d'altitud, just sota el cim d'aquesta muntanya. La seva entrada se situa en la impressionant verticalitat de la paret aquest, que forma amb l'oest de l'Azkilar la impressionant canal d'Artaungo sakona.

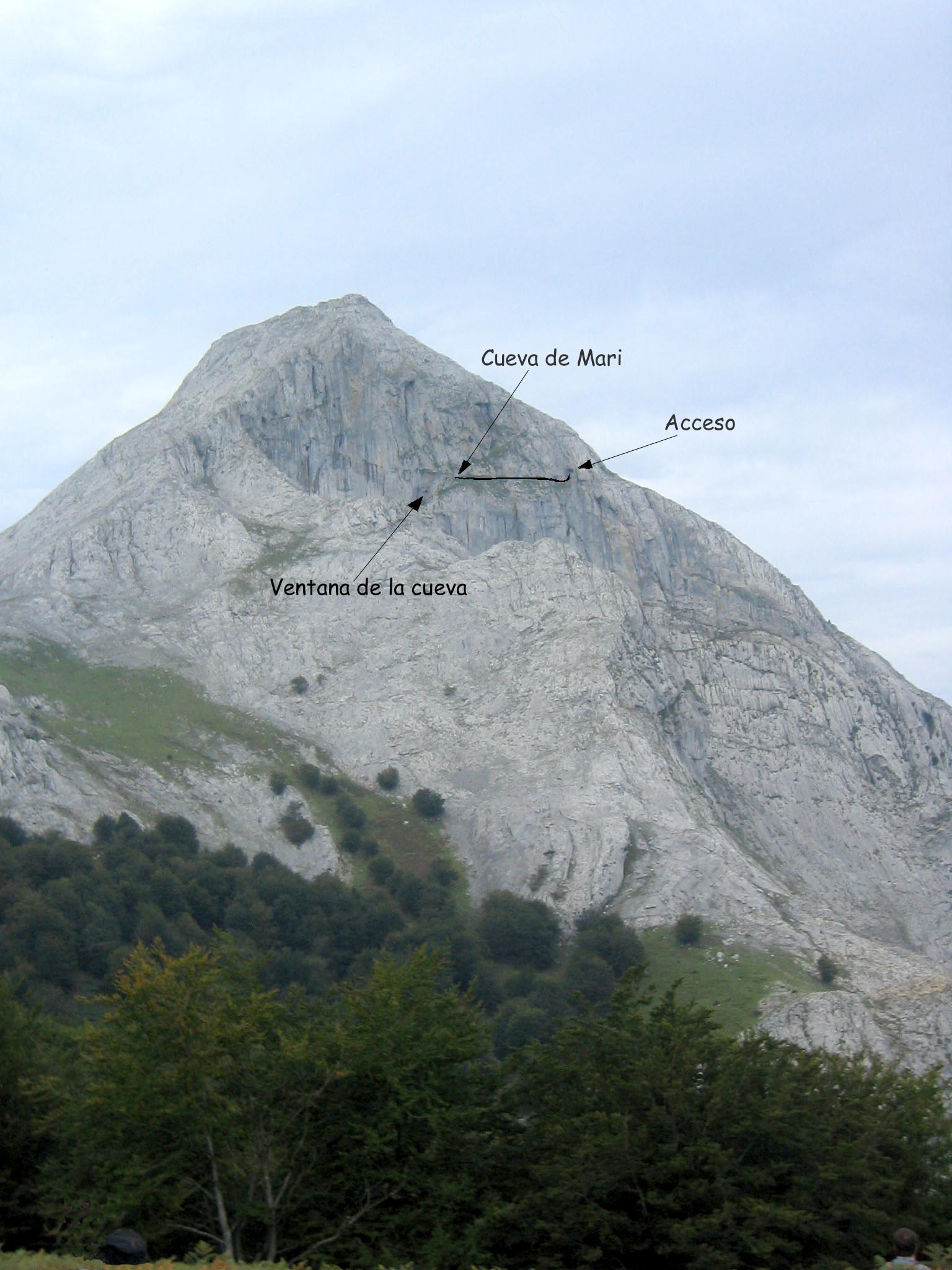
Ubicació de la cova de Mari a la cara est de l'Anboto.
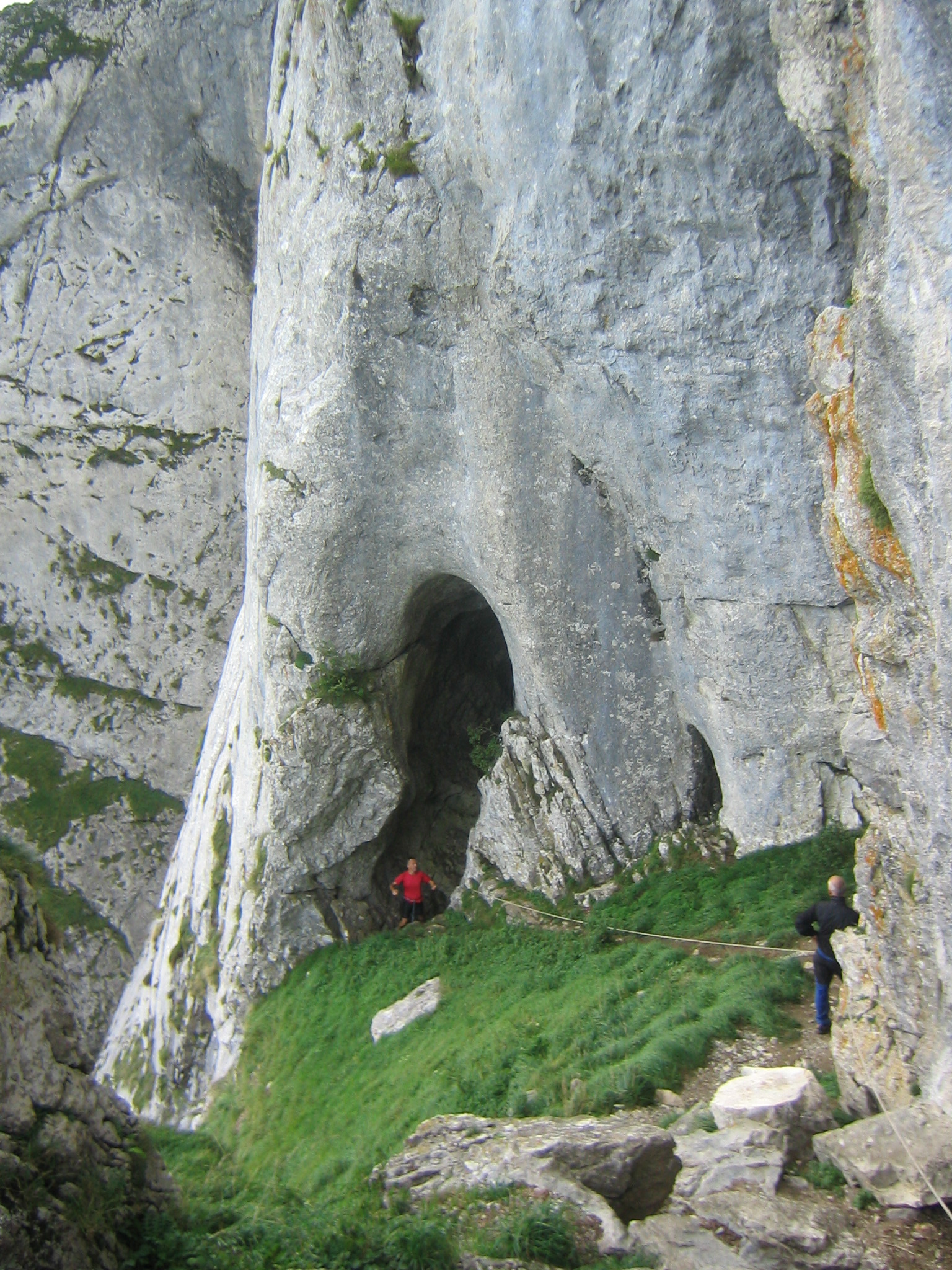
Entrada de la cova.
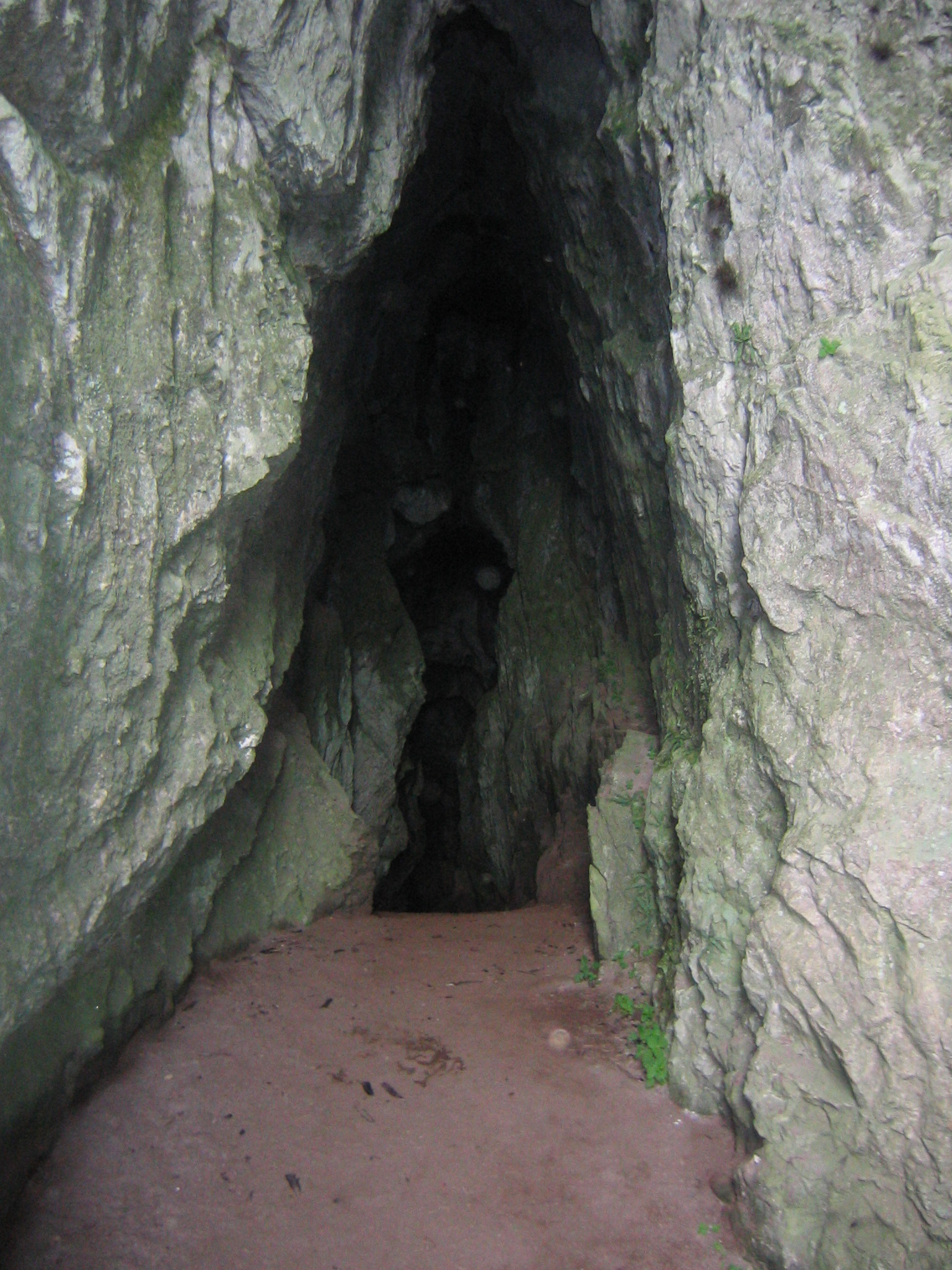
Passadís interior que condueix a les simes.
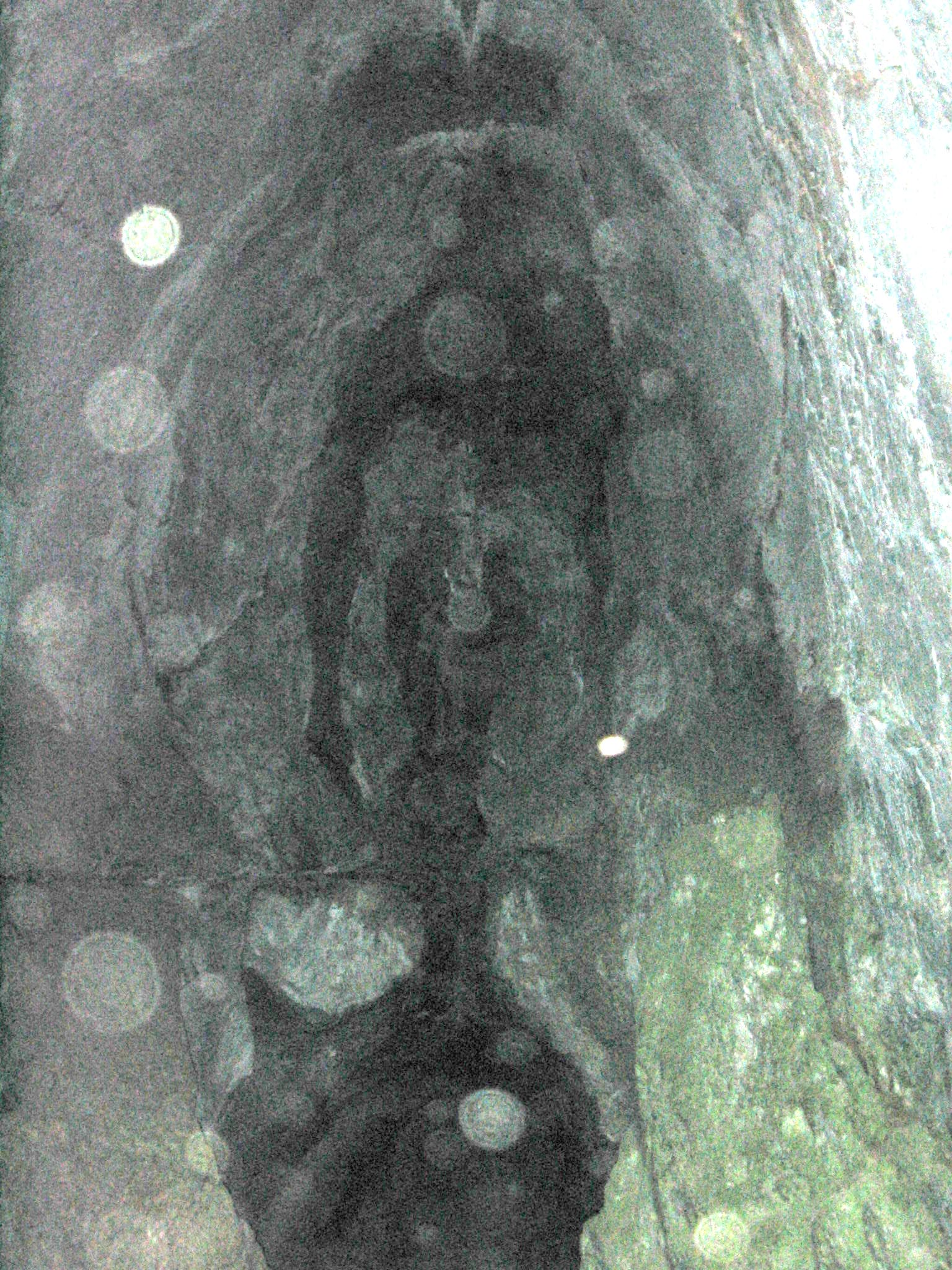
Formació rocosa que forma la cara de Mari.

La cova té una gran entrada, en altura, que obre un corredor cap a una sala il·luminada per una obertura a l'abisme. Aquesta «finestra» és visible des de baix, mentre que l'entrada queda oculta per estar situada en un xamfrà de la roca. Al seu costat cau un corrent d'aigua, gotes a l'estiu, del que cal beure si es pretén que el desig que se li ha demanat a la deessa es faci realitat. De la sala il·luminada parteix un altre corredor cap a l'interior de la muntanya. Sobre el mateix hi ha una formació natural que recorda a la cara d'una dona en la qual alguns creuen veure Mari. Aquest corredor acaba en un avenc de 70 m de profunditat. A la dreta, passant per una petita obertura, s'accedeix a un altre avenc menor.
Per arribar a Mariurrika Kobea, cal pujar fins al serral d'Aguindi, que es conforma entre la cobreix de l'Amboto i l'esperó de Fray Atxa, i d'allí seguir la petita sendera adreça aquest que ens condueix, sota el cim, fins a la paret vertical en la qual se situa la cavitat. Quan arribem a la vora de la mateixa un túnel natural ens permet accedir al penya-segat.

## Mariuena, Mari a Aragó
A l'Alt Aragó Mari és coneguda amb el nom de Mariuena. En la tradició aragonesa la deessa és bona.